# The Studio Collection
The Studio Collection es una caja recopilatoria de la banda británica Queen, publicada el 25 de septiembre de 2015 a través de Virgin EMI Records. La caja recopilatoria cubre la carrera de Queen desde 1973 hasta 1995.
La caja recopilatoria incluye ediciones remasterizadas de Queen, Queen II, Sheer Heart Attack, A Night at the Opera, A Day at the Races, News of the World, Jazz, The Game, Flash Gordon, Hot Space, The Works, A Kind of Magic, The Miracle, Innuendo, y Made in Heaven.
La caja recopilatoria viene con un libro profusamente ilustrado de tapa gruesa de 108 páginas, que presenta una introducción a cada álbum, citas de Queen, letras escritas a mano, fotografías inéditas, recuerdos e información de los sencillos y videos promocionales.

## Lista de canciones

### Queen(2011 remaster)
| Lado uno |                       |                   |          |  |
| N.º      | Título                | Escritor(es)      | Duración |  |
| 1.       | «Keep Yourself Alive» | Brian May         | 3:47     |  |
| 2.       | «Doing All Right»     | May, Tim Staffell | 4:09     |  |
| 3.       | «Great King Rat»      | Freddie Mercury   | 5:42     |  |
| 4.       | «My Fairy King»       | Mercury           | 4:08     |  |
| 17:46    |                       |                   |          |  |

| Lado dos |                              |              |          |  |
| N.º      | Título                       | Escritor(es) | Duración |  |
| 1.       | «Liar»                       | Mercury      | 6:23     |  |
| 2.       | «The Night Comes Down»       | May          | 4:23     |  |
| 3.       | «Modern Times Rock 'n' Roll» | Roger Taylor | 1:48     |  |
| 4.       | «Son and Daughter»           | May          | 3:19     |  |
| 5.       | «Jesus»                      | Mercury      | 3:44     |  |
| 6.       | «Seven Seas of Rhye...»      | Mercury      | 1:16     |  |
| 20:53    |                              |              |          |  |

### Queen II(2011 remaster)
| Lado uno (lado blanco) |                             |              |          |  |
| N.º                    | Título                      | Escritor(es) | Duración |  |
| 1.                     | «Procession»                | May          | 1:13     |  |
| 2.                     | «Father to Son»             | May          | 6:13     |  |
| 3.                     | «White Queen (As It Began)» | May          | 4:33     |  |
| 4.                     | «Some Day One Day»          | May          | 4:22     |  |
| 5.                     | «The Loser in the End»      | Taylor       | 4:01     |  |
| 20:22                  |                             |              |          |  |

| Lado dos (lado negro) |                                    |              |          |  |
| N.º                   | Título                             | Escritor(es) | Duración |  |
| 1.                    | «Ogre Battle»                      | Mercury      | 4:08     |  |
| 2.                    | «The Fairy Feller's Master-Stroke» | Mercury      | 2:41     |  |
| 3.                    | «Nevermore»                        | Mercury      | 1:18     |  |
| 4.                    | «The March of the Black Queen»     | Mercury      | 6:33     |  |
| 5.                    | «Funny How Love Is»                | Mercury      | 2:49     |  |
| 6.                    | «Seven Seas of Rhye»               | Mercury      | 2:49     |  |
| 20:18                 |                                    |              |          |  |

### Sheer Heart Attack(2011 remaster)
| Lado uno |                      |              |          |  |
| N.º      | Título               | Escritor(es) | Duración |  |
| 1.       | «Brighton Rock»      | May          | 5:10     |  |
| 2.       | «Killer Queen»       | Mercury      | 2:59     |  |
| 3.       | «Tenement Funster»   | Taylor       | 2:46     |  |
| 4.       | «Flick of the Wrist» | Mercury      | 3:17     |  |
| 5.       | «Lily of the Valley» | Mercury      | 1:44     |  |
| 6.       | «Now I'm Here»       | May          | 4:12     |  |
| 20:08    |                      |              |          |  |

| Lado dos |                                            |              |          |  |
| N.º      | Título                                     | Escritor(es) | Duración |  |
| 1.       | «In the Lap of the Gods»                   | Mercury      | 3:22     |  |
| 2.       | «Stone Cold Crazy»                         | Queen        | 2:13     |  |
| 3.       | «Dear Friends»                             | May          | 1:07     |  |
| 4.       | «Misfire»                                  | John Deacon  | 1:49     |  |
| 5.       | «Bring Back that Leroy Brown»              | Mercury      | 2:15     |  |
| 6.       | «She Makes Me (Stormtrooper in Stilettos)» | May          | 4:09     |  |
| 7.       | «In the Lap of the Gods... Revisited»      | Mercury      | 3:46     |  |
| 18:41    |                                            |              |          |  |

### A Night at the Opera(2011 remaster)
| Lado uno |                                |              |          |  |
| N.º      | Título                         | Escritor(es) | Duración |  |
| 1.       | «Death on Two Legs»            | Mercury      | 3:43     |  |
| 2.       | «Lazing on a Sunday Afternoon» | Mercury      | 1:07     |  |
| 3.       | «I'm in Love with My Car»      | Taylor       | 3:04     |  |
| 4.       | «You're My Best Friend»        | Deacon       | 2:50     |  |
| 5.       | «'39»                          | May          | 3:30     |  |
| 6.       | «Sweet Lady»                   | May          | 4:02     |  |
| 7.       | «Seaside Rendezvous»           | Mercury      | 2:14     |  |
| 20:30    |                                |              |          |  |

| Lado dos |                      |                           |          |  |
| N.º      | Título               | Escritor(es)              | Duración |  |
| 1.       | «The Prophet's Song» | May                       | 8:20     |  |
| 2.       | «Love of My Life»    | Mercury                   | 3:37     |  |
| 3.       | «Good Company»       | May                       | 3:23     |  |
| 4.       | «Bohemian Rhapsody»  | Mercury                   | 5:54     |  |
| 5.       | «God Save the Queen» | tradicional, arr. por May | 1:15     |  |
| 22:29    |                      |                           |          |  |

### A Day at the Races(2011 remaster)
| Lado uno |                           |              |          |  |
| N.º      | Título                    | Escritor(es) | Duración |  |
| 1.       | «Tie Your Mother Down»    | May          | 4:47     |  |
| 2.       | «You Take My Breath Away» | Mercury      | 5:06     |  |
| 3.       | «Long Away»               | May          | 3:33     |  |
| 4.       | «The Millionaire Waltz»   | Mercury      | 4:55     |  |
| 5.       | «You and I»               | Deacon       | 3:26     |  |
| 21:47    |                           |              |          |  |

| Lado dos |                                         |              |          |  |
| N.º      | Título                                  | Escritor(es) | Duración |  |
| 1.       | «Somebody to Love»                      | Mercury      | 4:56     |  |
| 2.       | «White Man»                             | May          | 4:58     |  |
| 3.       | «Good Old-Fashioned Lover Boy»          | Mercury      | 2:53     |  |
| 4.       | «Drowse»                                | Taylor       | 3:43     |  |
| 5.       | «Teo Torriatte (Let Us Cling Together)» | May          | 5:55     |  |
| 22:25    |                                         |              |          |  |

### News of the World(2011 remaster)
| Lado uno |                         |              |          |  |
| N.º      | Título                  | Escritor(es) | Duración |  |
| 1.       | «We Will Rock You»      | May          | 2:02     |  |
| 2.       | «We Are the Champions»  | Mercury      | 2:59     |  |
| 3.       | «Sheer Heart Attack»    | Taylor       | 3:27     |  |
| 4.       | «All Dead, All Dead»    | May          | 3:08     |  |
| 5.       | «Spread Your Wings»     | Deacon       | 4:34     |  |
| 6.       | «Fight from the Inside» | Taylor       | 3:01     |  |
| 19:12    |                         |              |          |  |

| Lado dos |                            |              |          |  |
| N.º      | Título                     | Escritor(es) | Duración |  |
| 1.       | «Get Down, Make Love»      | Mercury      | 3:50     |  |
| 2.       | «Sleeping on the Sidewalk» | May          | 3:06     |  |
| 3.       | «Who Needs You»            | Deacon       | 3:06     |  |
| 4.       | «It's Late»                | May          | 6:26     |  |
| 5.       | «My Melancholy Blues»      | Mercury      | 3:31     |  |
| 19:59    |                            |              |          |  |

### Jazz(2011 remaster)
| Lado uno |                          |              |          |  |
| N.º      | Título                   | Escritor(es) | Duración |  |
| 1.       | «Mustapha»               | Mercury      | 3:01     |  |
| 2.       | «Fat Bottomed Girls»     | May          | 4:15     |  |
| 3.       | «Jealousy»               | Mercury      | 3:13     |  |
| 4.       | «Bicycle Race»           | Mercury      | 3:00     |  |
| 5.       | «If You Can't Beat Them» | Deacon       | 4:15     |  |
| 6.       | «Let Me Entertain You»   | Mercury      | 3:01     |  |
| 20:45    |                          |              |          |  |

| Lado dos |                           |              |          |  |
| N.º      | Título                    | Escritor(es) | Duración |  |
| 1.       | «Dead on Time»            | May          | 3:23     |  |
| 2.       | «In Only Seven Days»      | Deacon       | 2:29     |  |
| 3.       | «Dreamer's Ball»          | May          | 3:30     |  |
| 4.       | «Fun It»                  | Taylor       | 3:28     |  |
| 5.       | «Leaving Home Ain't Easy» | May          | 3:15     |  |
| 6.       | «Don't Stop Me Now»       | Mercury      | 3:29     |  |
| 7.       | «More Of That Jazz»       | Taylor       | 4:16     |  |
| 23:50    |                           |              |          |  |

### The Game(2011 remaster)
| Lado uno |                                  |              |          |  |
| N.º      | Título                           | Escritor(es) | Duración |  |
| 1.       | «Play the Game»                  | Mercury      | 3:32     |  |
| 2.       | «Dragon Attack»                  | May          | 4:18     |  |
| 3.       | «Another One Bites the Dust»     | Deacon       | 3:34     |  |
| 4.       | «Need Your Loving Tonight»       | Deacon       | 2:49     |  |
| 5.       | «Crazy Little Thing Called Love» | Mercury      | 2:43     |  |
| 16:56    |                                  |              |          |  |

| Lado dos |                          |              |          |  |
| N.º      | Título                   | Escritor(es) | Duración |  |
| 1.       | «Rock It (Prime Jive)»   | Taylor       | 4:33     |  |
| 2.       | «Don't Try Suicide»      | Mercury      | 3:52     |  |
| 3.       | «Sail Away Sweet Sister» | May          | 3:33     |  |
| 4.       | «Coming Soon»            | Taylor       | 2:50     |  |
| 5.       | «Save Me»                | Mercury      | 3:49     |  |
| 18:37    |                          |              |          |  |

### Flash Gordon(2011 remaster)
| Lado uno |                                                     |                       |          |  |
| N.º      | Título                                              | Escritor(es)          | Duración |  |
| 1.       | «Flash's Theme»                                     | May                   | 3:30     |  |
| 2.       | «In the Space Capsule (The Love Theme)»             | Taylor                | 2:42     |  |
| 3.       | «Ming's Theme (In the Court of Ming the Merciless)» | Mercury               | 2:40     |  |
| 4.       | «The Ring (Hypnotic Seduction of Dale»              | Mercury               | 0:57     |  |
| 5.       | «Football Fight»                                    | Mercury               | 1:28     |  |
| 6.       | «In the Death Cell (Love Theme Reprise)»            | Taylor                | 2:24     |  |
| 7.       | «Execution of Flash»                                | Deacon                | 1:05     |  |
| 8.       | «The Kiss (Aura Resurrects Flash)»                  | Mercury, Howard Blake | 1:44     |  |
| 16:30    |                                                     |                       |          |  |

| Lado dos |                                                     |                              |          |  |
| N.º      | Título                                              | Escritor(es)                 | Duración |  |
| 1.       | «Arboria (Planet of the Tree Men)»                  | Deacon                       | 1:41     |  |
| 2.       | «Escape from the Swamp»                             | Taylor                       | 1:43     |  |
| 3.       | «Flash to the Rescue»                               | May                          | 2:43     |  |
| 4.       | «Vultan's Theme (Attack of the Hawk Men)»           | Mercury                      | 1:12     |  |
| 5.       | «Battle Theme»                                      | May                          | 2:18     |  |
| 6.       | «The Wedding March»                                 | Richard Wagner, arr. por May | 0:56     |  |
| 7.       | «Marriage of Dale and Ming (And Flash Approaching)» | May, Taylor                  | 2:04     |  |
| 8.       | «Crash Dive on Mingo City"»                         | May                          | 1:00     |  |
| 9.       | «Flash's Theme Reprise (Victory Celebrations)»      | May                          | 1:23     |  |
| 10.      | «The Hero»                                          | May, Blake                   | 3:33     |  |
| 18:33    |                                                     |                              |          |  |

### Hot Space(2011 remaster)
| Lado uno |                   |              |          |  |
| N.º      | Título            | Escritor(es) | Duración |  |
| 1.       | «Staying Power»   | Mercury      | 4:12     |  |
| 2.       | «Dancer»          | May          | 3:50     |  |
| 3.       | «Back Chat»       | Deacon       | 4:35     |  |
| 4.       | «Body Language»   | Mercury      | 4:31     |  |
| 5.       | «Action This Day» | Taylor       | 3:34     |  |
| 20:42    |                   |              |          |  |

| Lado dos |                                    |                    |          |  |
| N.º      | Título                             | Escritor(es)       | Duración |  |
| 1.       | «Put Out the Fire»                 | May                | 3:18     |  |
| 2.       | «Life Is Real (Song for Lennon)»   | Mercury            | 3:31     |  |
| 3.       | «Calling All Girls»                | Taylor             | 3:51     |  |
| 4.       | «Las Palabras de Amor»             | May                | 4:31     |  |
| 5.       | «Cool Cat»                         | Mercury, Deacon    | 3:29     |  |
| 6.       | «Under Pressure» (con David Bowie) | Queen, David Bowie | 4:08     |  |
| 22:48    |                                    |                    |          |  |

### The Works(2011 remaster)
| Lado uno |                    |              |          |  |
| N.º      | Título             | Escritor(es) | Duración |  |
| 1.       | «Radio Ga Ga»      | Taylor       | 5:48     |  |
| 2.       | «Tear It Up»       | May          | 3:24     |  |
| 3.       | «It's a Hard Life» | Mercury      | 4:06     |  |
| 4.       | «Man on the Prowl» | Mercury      | 3:25     |  |
| 16:43    |                    |              |          |  |

| Lado dos |                                    |              |          |  |
| N.º      | Título                             | Escritor(es) | Duración |  |
| 1.       | «Machines (or 'Back to Humans')»   | May, Taylor  | 5:07     |  |
| 2.       | «I Want to Break Free»             | Deacon       | 3:18     |  |
| 3.       | «Keep Passing the Open Windows»    | Mercury      | 5:21     |  |
| 4.       | «Hammer to Fall»                   | May          | 4:25     |  |
| 5.       | «Is This the World We Created...?» | Mercury, May | 2:14     |  |
| 20:25    |                                    |              |          |  |

### A Kind of Magic(2011 remaster)
| Lado uno |                                |                 |          |  |
| N.º      | Título                         | Escritor(es)    | Duración |  |
| 1.       | «One Vision»                   | Queen           | 5:11     |  |
| 2.       | «A Kind of Magic»              | Taylor          | 4:24     |  |
| 3.       | «One Year of Love»             | Deacon          | 4:27     |  |
| 4.       | «Pain Is So Close to Pleasure» | Mercury, Deacon | 4:21     |  |
| 5.       | «Friends Will Be Friends»      | Mercury, Deacon | 4:06     |  |
| 22:29    |                                |                 |          |  |

| Lado dos |                                    |              |          |  |
| N.º      | Título                             | Escritor(es) | Duración |  |
| 1.       | «Who Wants To Live Forever»        | May          | 5:15     |  |
| 2.       | «Gimme the Prize (Kurgan's Theme)» | May          | 4:33     |  |
| 3.       | «Don't Lose Your Head»             | Taylor       | 4:38     |  |
| 4.       | «Princes of the Universe»          | Mercury      | 3:33     |  |
| 17:59    |                                    |              |          |  |

### The Miracle(2011 remaster)
| Lado uno |                     |                      |          |  |
| N.º      | Título              | Escritor(es)         | Duración |  |
| 1.       | «Party»             | Mercury, May, Deacon | 2:24     |  |
| 2.       | «Khashoggi's Ship»  | Queen                | 2:47     |  |
| 3.       | «The Miracle»       | Mercury, Deacon      | 5:01     |  |
| 4.       | «I Want It All»     | May                  | 4:40     |  |
| 5.       | «The Invisible Man» | Taylor               | 3:57     |  |
| 18:49    |                     |                      |          |  |

| Lado dos |                       |                 |          |  |
| N.º      | Título                | Escritor(es)    | Duración |  |
| 1.       | «Breakthru»           | Mercury, Taylor | 4:08     |  |
| 2.       | «Rain Must Fall»      | Mercury, Deacon | 4:23     |  |
| 3.       | «Scandal»             | May             | 4:43     |  |
| 4.       | «My Baby Does Me»     | Mercury, Deacon | 3:22     |  |
| 5.       | «Was It All Worth It» | Mercury         | 5:47     |  |
| 22:23    |                       |                 |          |  |

### Innuendo(2011 remaster)
| Lado uno |                          |                        |          |  |
| N.º      | Título                   | Escritor(es)           | Duración |  |
| 1.       | «Innuendo»               | Mercury, Taylor        | 6:33     |  |
| 2.       | «I'm Going Slightly Mad» | Mercury, Peter Straker | 4:22     |  |
| 3.       | «Headlong»               | May                    | 4:37     |  |
| 15:32    |                          |                        |          |  |

| Lado dos |                                   |              |          |  |
| N.º      | Título                            | Escritor(es) | Duración |  |
| 1.       | «These Are the Days of Our Lives» | Taylor       | 4:15     |  |
| 2.       | «Don't Try So Hard»               | Mercury      | 3:39     |  |
| 3.       | «Ride the Wild Wind»              | Taylor       | 4:42     |  |
| 12:36    |                                   |              |          |  |

| Lado tres |                         |                     |          |  |
| N.º       | Título                  | Escritor(es)        | Duración |  |
| 1.        | «All God's People»      | Mercury, Mike Moran | 4:21     |  |
| 2.        | «I Can't Live With You» | May                 | 4:33     |  |
| 3.        | «Delilah»               | Mercury             | 3:34     |  |
| 12:28     |                         |                     |          |  |

| Lado cuatro |                       |                      |          |  |
| N.º         | Título                | Escritor(es)         | Duración |  |
| 1.          | «The Hitman»          | Mercury, May, Deacon | 4:56     |  |
| 2.          | «Bijou»               | Mercury, May         | 3:36     |  |
| 3.          | «The Show Must Go On» | May                  | 4:37     |  |
| 13:09       |                       |                      |          |  |

### Made in Heaven(2011 remaster)
| Lado uno |                        |                 |          |  |
| N.º      | Título                 | Escritor(es)    | Duración |  |
| 1.       | «It's a Beautiful Day» | Mercury, Deacon | 2:34     |  |
| 2.       | «Made in Heaven»       | Mercury         | 5:24     |  |
| 3.       | «Let Me Live»          | Queen           | 4:45     |  |
| 4.       | «Mother Love»          | Mercury, May    | 4:46     |  |
| 17:29    |                        |                 |          |  |

| Lado dos |                          |              |          |  |
| N.º      | Título                   | Escritor(es) | Duración |  |
| 1.       | «My Life Has Been Saved» | Deacon       | 3:15     |  |
| 2.       | «I Was Born to Love You» | Mercury      | 4:49     |  |
| 3.       | «Heaven for Everyone»    | Taylor       | 5:36     |  |
| 13:40    |                          |              |          |  |

| Lado tres |                                  |                                     |          |  |
| N.º       | Título                           | Escritor(es)                        | Duración |  |
| 1.        | «Too Much Love Will Kill You»    | May, Frank Musker, Elizabeth Lamers | 4:19     |  |
| 2.        | «You Don't Fool Me»              | Queen                               | 5:24     |  |
| 3.        | «A Winter's Tale»                | Mercury                             | 3:56     |  |
| 4.        | «It's a Beautiful Day (Reprise)» | Mercury, Deacon                     | 3:04     |  |
| 16:37     |                                  |                                     |          |  |

| Lado cuatro |            |                             |          |  |
| N.º         | Título     | Escritor(es)                | Duración |  |
| 1.          | «Yeah»     | Queen                       | 0:04     |  |
| 2.          | «Track 13» | May, Taylor, David Richards | 22:34    |  |
| 22:38       |            |                             |          |  |